# Laxenecera albibarbis
Laxenecera albibarbis är en tvåvingeart som beskrevs av Macquart 1838. Laxenecera albibarbis ingår i släktet Laxenecera och familjen rovflugor. Inga underarter finns listade i Catalogue of Life.